# Vitis erythrophylla
Vitis erythrophylla là một loài thực vật hai lá mầm trong họ Nho. Loài này được W.T. Wang miêu tả khoa học đầu tiên năm 1981.